# Ильченко, Леонид Харитонович
Леонид Харитонович Ильченко (9 декабря 1925 — 4 марта 1993) — советский и украинский скульптор-любитель.

## Биография
Родился 9 декабря 1925 года в селе Байрак (Диканьский район) (по другим данным — Матвеевка (Котелевский район)) в бедной крестьянской семье. Окончил милорадовскую начальную школу, в 1940—1941 годах учился в писаревщанском ветеринарном зоотехникуме.
В 1941 году был эвакуирован с семьёй на Донбасс. В 17 лет добровольцем ушёл на фронт. Из армии демобилизовался в июне 1946, в звании старшего лейтенанта, награждён орденами Красной Звезды, Отечественной войны I степени, медалями «За отвагу», «За боевые заслуги», «За победу над Германией в Великой Отечественной войне 1941—1945 гг.».
Работал заведующим клубом, художником на заводе в Краматорске, с 1966 года и до выхода на пенсию — художником-гравером Диканьского райбыткомбината.
Скульптурой увлёкся в 50-х годах, когда в селе Матвеевка изготовил бюст Чапаева (не сохранился). Первой серьёзной и удачной работой стал памятник Н. В. Гоголю, созданный к столетию смерти писателя в 1952 году — установлен в Диканьке.
Среди его работ: бюст Т. Г. Шевченко в селе Чернечий Яр; памятник в Диканьке (1954); стела «Скорбящая мать», установленная в 1967 году в Диканьке во время перезахоронения жертв войны; памятники павшим в Великой Отечественной войне, установленные в сёлах Диканьского района; памятный знак на месте наблюдательного пункта полка «Катюш» в Диканьке (1975).
Участник районных, областных и республиканских творческих выставок. В частности, произведения экспонировались на выставках в Полтаве (1949), Киеве (1953), Москве (1961). Работы хранятся в Диканьской картинной галерее и краеведческом музее, Полтавском краеведческом музее, Великосорочинском литературно-мемориальном музее Н. Гоголя.
В ноябре 1960 года медалью «За трудовое отличие» за выдающиеся заслуги в развитии советской литературы и искусства и в связи с декадой украинской литературы и искусства в гор. Москве.
В октябре 1973 году Ильченко присвоено звание «Почётный гражданин Диканьки».
Ильченко не стало 4 марта 1993 года. В августе того же года Указом Президента Украины за личный вклад в обогащение украинской национальной культуры, высокое профессиональное мастерство ему присвоено почётное звание «Заслуженный мастер народного творчества Украины».
В декабре 2010 года установлена мемориальная доска в честь 85-летия со дня его рождения.